# 시칠리아
시칠리아(이탈리아어: Sicilia, 문화어: 씨찔리아, 영어: Sicily 시실리[*])는 이탈리아의 자치주이자 지중해 최대의 섬이다. 북서쪽에는 사르데냐, 북동쪽에는 이탈리아 본토의 칼라브리아 반도, 남서쪽에는 아프리카 대륙의 튀니지, 남동쪽에는 몰타 영토인 몰타섬이 있다. 총 면적은 25,708km2, 인구 약 500만 명으로 주변의 작은 섬들과 함께 이탈리아 최대의 구(區)이다.

## 지리

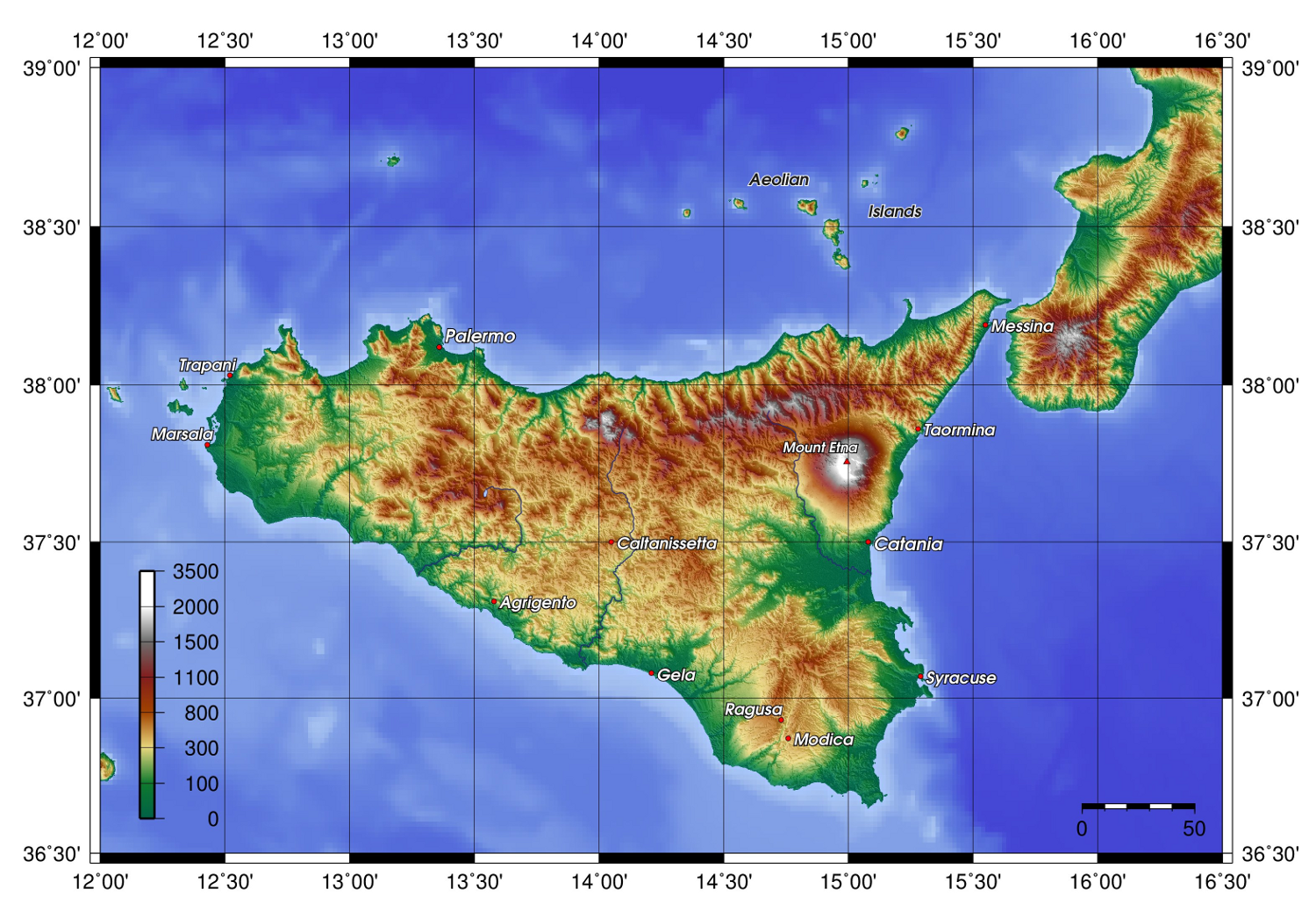
시칠리아의 지형

시칠리아는 메시나 해협을 사이에 두고 칼라브리아 반도에 인접해 있는 지중해에서 가장 큰 섬이다. 고대 로마 시대에는 삼각형 모양의 모습을 따서 트리나크리아(라틴어 Trinacria)로 불렸다. 북쪽 해안과 남서쪽 해안의 직선 길이는 각각 280km이고 동쪽 해안의 길이가 180km인 이등변 삼각형 모양을 하고 있다.
시칠리아와 인근의 부속 도서는 화산활동에 의해 만들어진 화산섬이다. 시칠리아에서 가장 높은 산은 에트나 산으로 유럽에서 가장 높은 활화산이다. 시칠리아 북동부의 메시나 인근에 있으며 높이는 3,320 m에 달한다. 메시나 북부의 스트롱보리 화산도 활화산이다. 인근 부속 도서인 에올리에 제도에도 활화산과 온천이 있다. 시칠리아의 지형은 산과 언덕이 많은 것이 특징이다. 시칠리아에서는 집약적인 농경이 이루어진다.
시칠리아의 가장 큰 강은 살소 강으로 시칠리아 중앙을 가로질러 에나와 칼라니세타의 인근을 지나 남부의 항구 리카타 인근에서 지중해와 만난다. 이 외에도 시칠리아 동부의 메시나를 지나는 알칸타라 강과 서부의 벨리스 강과 플라타니 강 등이 있다.
지리적으로 지중해의 상업, 무역 주요 거점인 탓에, 역사적으로 잦은 침입을 받았다. 대(大) 그리스（당시 그리스 식민지）에 속하였는데, 그 중 가장 아름다운 곳으로 알려져 있었다.

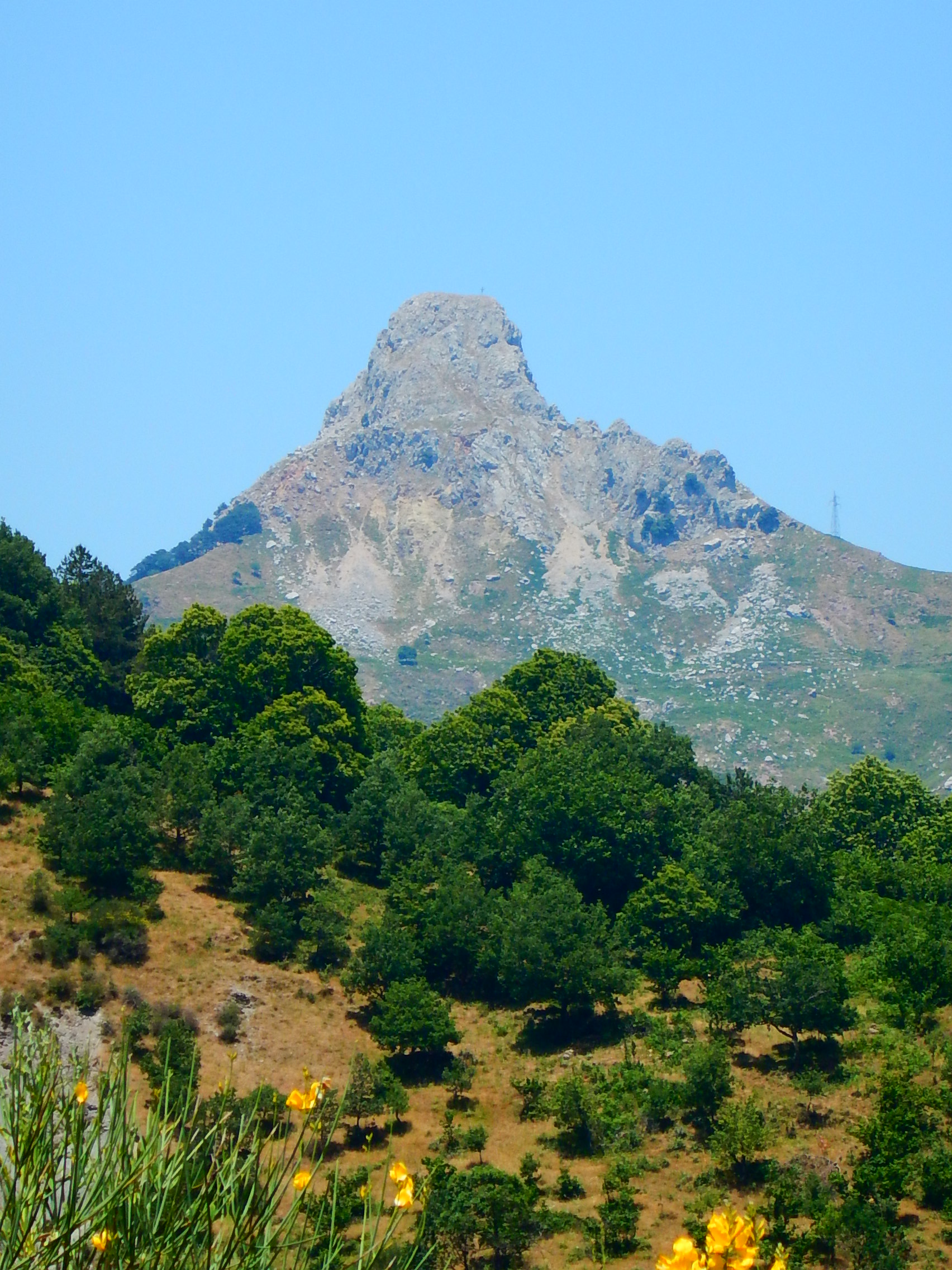
산의 얼굴 Rocca di Salvatesta, 산 Peloritani

## 인구
2015년 인구는 508만명으로 이탈리아에서 롬바르디아, 라치오, 캄파니아에 이어 4번째로 인구가 많은 주이다. 주요도시로는 주도인 팔레르모와 카타니아, 메시나, 시라쿠사 등이 있다. 시칠리아는 이탈리아에서 인구 순유출이 가장 큰 주 가운데 하나이다.
이탈리아어의 시칠리아 방언을 사용하고 있으며, 일부에서는 알바니아어 또는 그리스어를 사용한다. 대다수 주민들은 기독교(로마 가톨릭교회)를 믿는다.
| 연도             | 인구      | ±%     |
| ---------------- | --------- | ------ |
| 1861             | 2,409,000 | —      |
| 1871             | 2,590,000 | +7.5%  |
| 1881             | 2,933,000 | +13.2% |
| 1901             | 3,568,000 | +21.7% |
| 1911             | 3,812,000 | +6.8%  |
| 1921             | 4,223,000 | +10.8% |
| 1931             | 3,906,000 | −7.5%  |
| 1936             | 4,000,000 | +2.4%  |
| 1951             | 4,487,000 | +12.2% |
| 1961             | 4,721,000 | +5.2%  |
| 1971             | 4,681,000 | −0.8%  |
| 1981             | 4,907,000 | +4.8%  |
| 1991             | 4,966,000 | +1.2%  |
| 2001             | 4,969,000 | +0.1%  |
| 2011             | 5,002,904 | +0.7%  |
| 2019             | 4,969,147 | −0.7%  |
| 출처: ISTAT 2017 |           |        |

## 기후
시칠리아는 지중해성 기후로 겨울엔 따뜻하고 습기가 많으며 여름에 덥고 건조하다. 남서부 지방은 북아프리카 기후의 영향을 받고 산악지대에서는 전형적인 대륙성 기후가 나타난다.

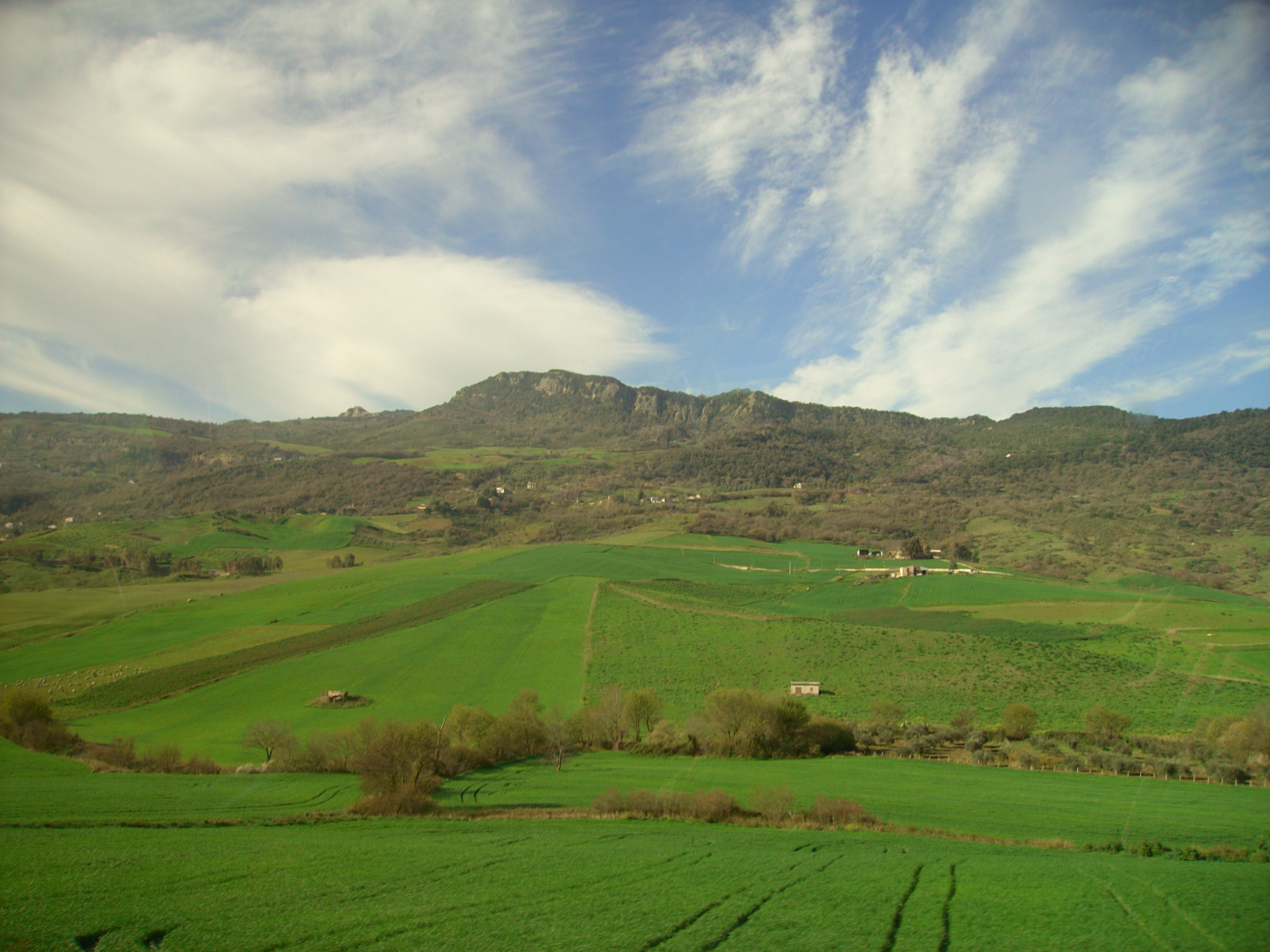
시칠리아의 전원

## 역사
고대 로마 초기 시칠리아는 동부 지역은 고대 그리스의 식민도시인 시라쿠사의 지배하에 있었고 서부 지역은 카르타고의 통치를 받았다. 시칠리아 북부의 메시나와 시라쿠사 사이에 전쟁이 발발하자 메시나는 동맹국이었던 로마에 지원을 요청하였다. 이에 시라쿠사는 카르타고를 끌어들였고 이는 결국 기원전 264년 포에니 전쟁으로 발전하였다. 기원전 241년 패전한 카르타고는 강화조약을 통해 시칠리아를 로마에게 양도하였다. 이후 세 차례에 걸친 전쟁의 결과 기원전 146년 로마는 카르타고를 멸망시키고 지중해 서부의 유일한 지배 국가가 되었다.
827년 튀니스의 아랍인들이 시칠리아를 점령하였다. 이들은 팔레르모에 수도를 세우고 200여 년간 시칠리아를 통치하였다. 1072년 노르만족이 팔레르모를 정복하여 시칠리아 왕국을 세웠다. 이들은 그리스로부터 넘겨받은 비단 생산 기술을 통하여 번영을 누렸으며 시칠리아 왕국의 영토는 나폴리 지역까지 확대되었다. 노르만족은 관용적인 통치를 펼쳤다. 시칠리아 왕국에서는 비잔티움 제국 시절부터 있었던 그리스인뿐만 아니라 라틴인도 관리로 중용되었다. 언어 역시 라틴어, 그리스어, 아랍어가 모두 공용어로 인정되었다. 다양한 문화들이 결합해 시칠리아만의 독특한 문화가 형성되었는데 팔레르모 대성당과 몬레알레 수도원이 대표적인 예이다. 그러나 13세기 전반에 시칠리아 왕국의 국왕이 된 신성 로마 제국의 프리드리히 2세이후 이러한 관용은 쇠퇴하였다.

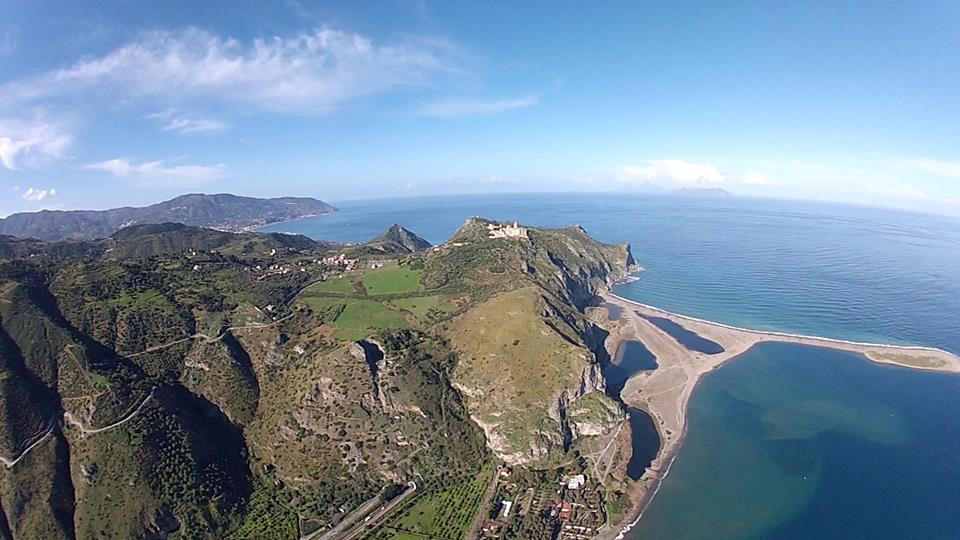
Tindari

노르만족 이후 시칠리아의 지배자는 독일의 슈타우펜 왕가, 프랑스의 앙주 왕가로 바뀌었다. 앙주 왕가의 프랑스는 시칠리아에서 학정을 일삼았고, 결국 1282년 앙주 왕가의 학정에 불만을 품은 민중들이 일으킨 시칠리아 만종 사건 이후 20여 년간 계속된 민중 봉기 끝에 아라곤 왕국의 피터 3세가 왕위에 올랐다. 한편 시칠리아의 지배권을 잃은 앙주 왕가는 나폴리 왕국을 세웠다. 16세기 이후 시칠리아는 다시 나폴리까지 통치하게 되었다. 이러한 정치적 혼란과 외세의 압제속에서 시칠리아인들은 법의 도움없이 스스로를 보호해야 했고 그 결과 마피아가 탄생하였다.
시칠리아 왕국은 1816년 나폴리 왕국과 합병하여 양시칠리아 왕국이 되었으며 1860년 사르데냐 왕국에 합병된 후 1861년 이탈리아 왕국에 편입되었다. 19세기 말과 20세기 초 많은 시칠리아인들이 가난을 피해 미국이나 아르헨티나등지로 이민을 갔다.
2차 세계대전 당시 시칠리아는 연합군이 점령했다. 전후 시칠리아는 본토와의 역사적, 문화적 차이를 인정받아 자치주가 되었다. 종전 후 도시화와 함께 마피아가 도시에까지 영향력을 확대하고 정계와 유착관계를 맺었다. 이런 관계는 1980년대부터 검찰의 대대적인 수사로 타격을 입게 된다.
- 기원전 8세기: 그리스인 상륙

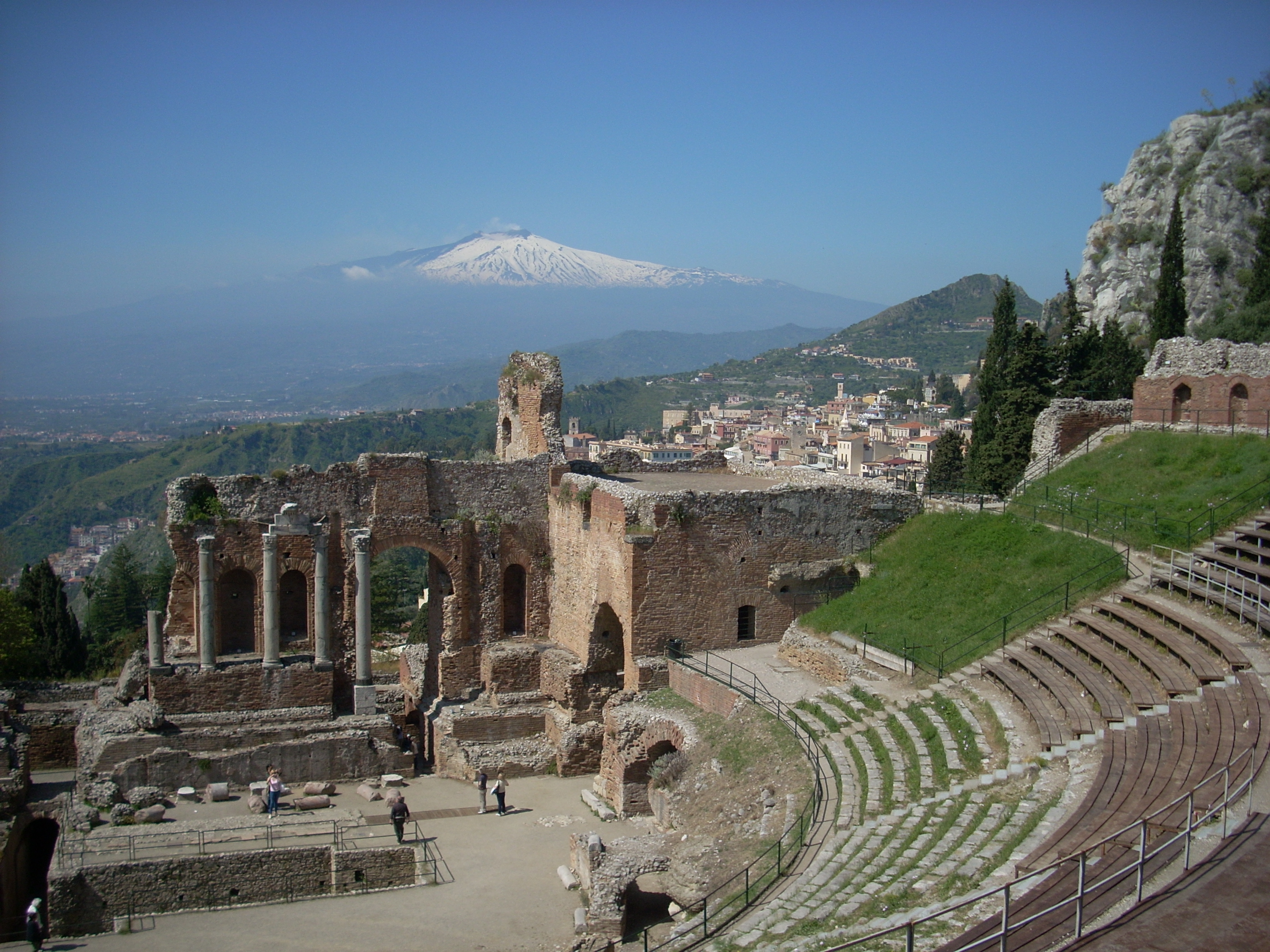
Taormina

- 기원전 550년부터 기원전 450년: 카르타고가 시칠리아 서부를 점령
- 기원전 415년부터 기원전 413년: 시라쿠사전쟁
- 기원전 264년부터 기원전 241년: 제1차 포에니 전쟁，로마가 시칠리아 서부를 점령
- 기원전 227년: 시칠리아 서부가 로마의 첫 성(省)이 됨
- 기원전 218년부터 기원전 201년: 제2차 포에니 전쟁，로마가 시칠리아섬의 전부를 점령
- 기원전 136년부터 기원전 132년: 제1차 시칠리아 노예 봉기
- 기원전 104년부터 기원전 101년: 제2차 시칠리아 노예 봉기
- 827년: 아랍인이 시칠리아 상륙
- 902년: 아랍인의 통치가 끝남
- 1091년: 노르만인의 통치가 시작됨
- 1139년: 시칠리아 왕국 성립
- 1194년: 신성로마제국이 통치
- 1282년: 아라곤이 통치
- 1412년: 스페인이 통치
- 1713년: 사포이 왕조
- 1720년: 오스트리아가 통치
- 1735년: 스페인이 통치
- 1861년: 3월14일: 이탈리아 왕국이 통치
- 1943년: 7월10일: 2차 대전 시칠리아 상륙
- 1946년: 5월15일: 시칠리아섬이 자치권 획득
- 1946년: 6월18일: 이탈리아 공화국 건국
- 1982년: 팔레르모 총독 암살됨. 마피아문제가 주목받게 됨
- 1992년: 반마피아 수사를 지휘하던 팔코네 검사가 암살당함

## 행정
주도는 팔레르모이며, 9개의 현으로 구분된다.
- 아그리젠토현
- 칼타니세타현
- 카타니아현
- 엔나현
- 메시나현
- 팔레르모현
- 라구사현
- 시라쿠사현
- 트라파니현

## 부속 섬

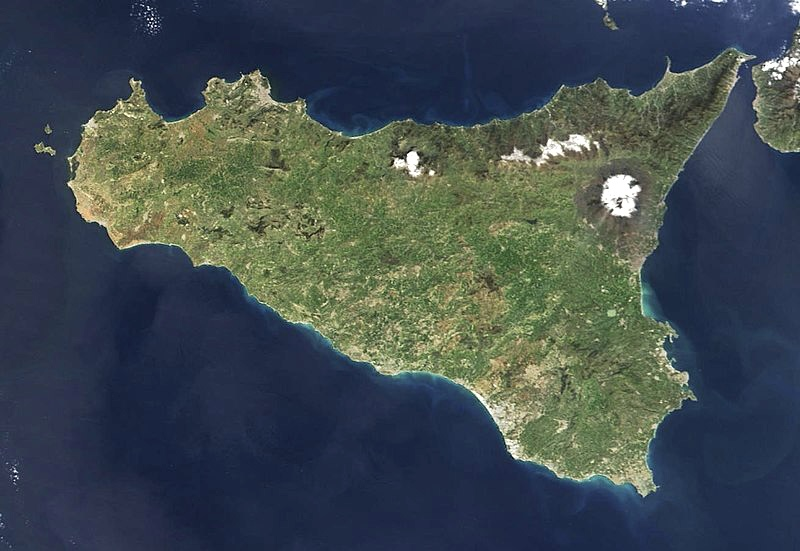
시칠리아섬의 위성 사진

시칠리아의 부속 섬으로는 우스티카, 아이오리 군도, 반주차리아, 아이자디 군도, 페라제 군도 등이 있다.

## 경제
이탈리아 정부의 대대적인 투자에도 불구하고 시칠리아는 다른 메초조르노 지방들처럼 저개발 상태를 벗어나지 못하고 있으며 2015년 기준 1인당 GDP는 17,600유로로 이탈리아 평균 1인당 GDP의 63.3%에 불과해 가장 가난한 지역이다.
- 농업: 주요 농산물로는 시트론, 오렌지, 레몬, 올리브, 아몬드와 같은 과일들과 포도주, 소맥(小麦), 옥수수 등이 있다.
- 공업: 자동차 공업
- 관광업
- 광업: 19세기 에나와 칼타니세타의 광산에서 황이 발견되었으며 1950년대부터 황 광산이 운영되고 있다.

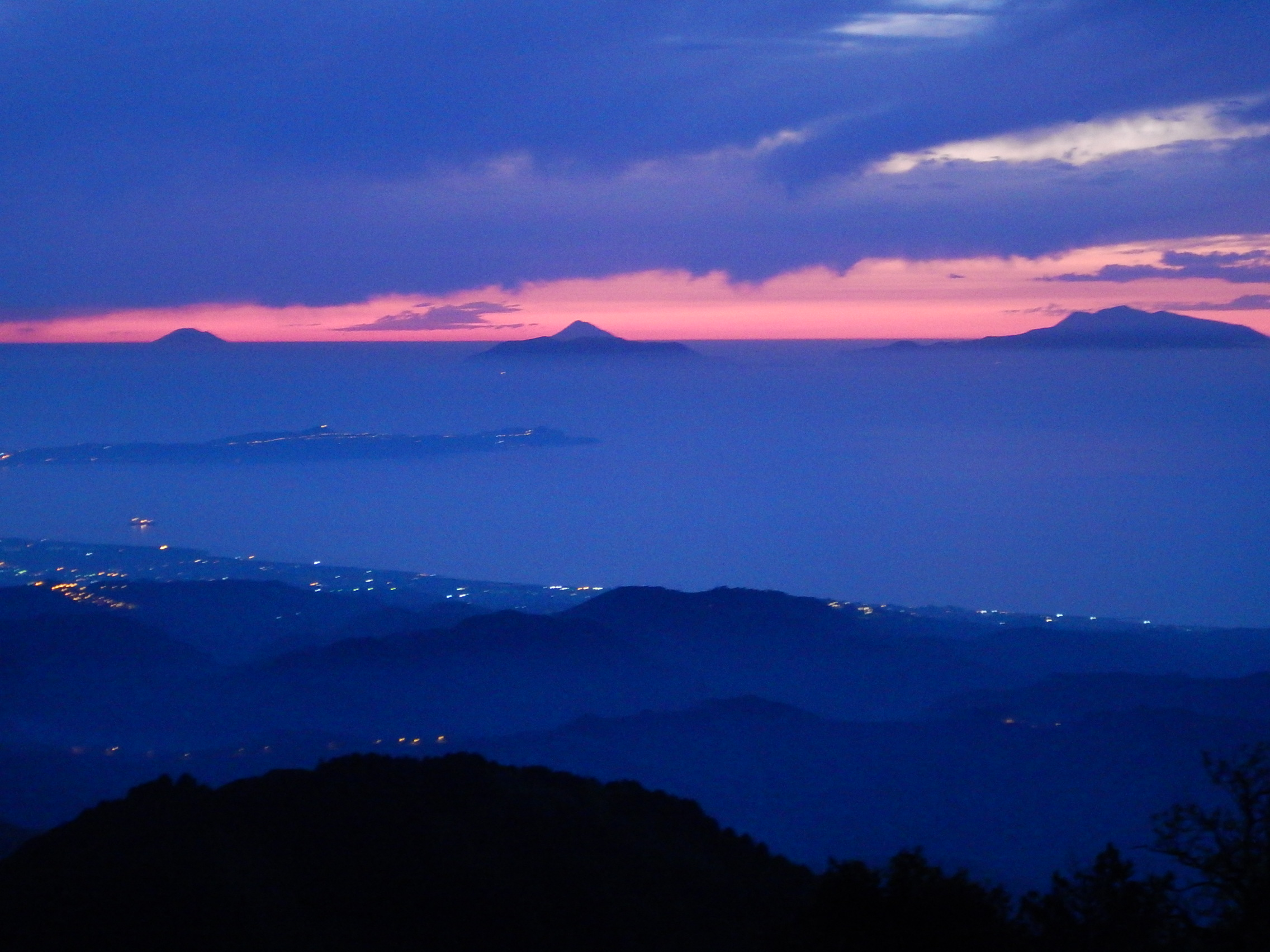
섬 Eolie